# Shenzhen Open 2018
Lo Shenzhen Open 2018 è stato un torneo di tennis che si è giocato all'aperto sul cemento. È stata la 6ª edizione dello Shenzhen Open, torneo facente parte della categoria International nell'ambito del WTA Tour 2018. Si è giocato allo Shenzhen Longgang Tennis Centre di Shenzhen, in Cina, dal 1º al 6 gennaio 2018.

## Partecipanti

### Teste di serie
| Giocatrice | Nazionalità        | Ranking* | Testa di serie |
| ---------- | ------------------ | -------- | -------------- |
| Romania    | Simona Halep       | 1        | 1              |
| Lettonia   | Jeļena Ostapenko   | 7        | 2              |
| Cina       | Zhang Shuai        | 35       | 3              |
| Romania    | Irina-Camelia Begu | 43       | 4              |
| Cina       | Wang Qiang         | 45       | 5              |
| Rep. Ceca  | Kateřina Siniaková | 47       | 6              |
| Grecia     | Maria Sakkarī      | 51       | 7              |
| Ungheria   | Tímea Babos        | 55       | 8              |

* Ranking al 25 dicembre 2017.

### Altre partecipanti
Le seguenti giocatrici hanno ricevuto una wildcard per il tabellone principale:
- Liu Fangzhou
- Wang Xiyu
- Wang Yafan

Le seguenti giocatrici sono passate dalle qualificazioni:

- Danka Kovinić
- Stefanie Vögele
- Anna Blinkova
- Jasmine Paolini

### Ritiri
Prima del torneo
- Kateryna Kozlova →sostituita da  Nicole Gibbs
- Sara Sorribes Tormo →sostituita da  Jana Čepelová

## Punti e montepremi
| Torneo              | Torneo              | V       | F      | SF     | QF     | 2T    | 1T    | Q  | Q2    | Q1    |
| Singolare femminile | Punti               | 280     | 180    | 110    | 60     | 30    | 1     | 18 | 12    | 1     |
| Singolare femminile | Premi in denaro ($) | 163,260 | 81,251 | 43,663 | 13,121 | 7,238 | 4,698 | –  | 2,720 | 1,588 |
| Doppio femminile    | Punti               | 280     | 180    | 110    | 60     | -     | 1     | –  | –     | –     |
| Doppio femminile    | Premi in denaro ($) | 26,031  | 13,544 | 7,271  | 3,852  | -     | 2,031 | –  | –     | –     |

## Campionesse

### Singolare
Simona Halep ha sconfitto in finale  Kateřina Siniaková con il punteggio di 6–1, 2–6, 6–0
- È il sedicesimo titolo in carriera per la Halep, il primo del 2018.

### Doppio
Irina-Camelia Begu /  Simona Halep hanno sconfitto in finale  Barbora Krejčíková /  Kateřina Siniaková con il punteggio di 1–6, 6–1, [10–8].